# Могила Есфір і Мордехея
Гробниця Есфір і Мордехея (перс. آرامگاه استر و مردخای) — надгробок і приміщення, побудоване навколо надгробка, розташовані там, де згідно з традицією похована біблійна цариця Есфір та її двоюрідний брат Мордехай. Знаходиться в іранському місті Хамадан, в давнину відомому як Екбатани. Протягом багатьох століть є найважливішим місцем паломництва євреїв Ірану.

## Опис
Усипальниця складається з двох приміщень. Перше являє собою молитовню, де вздовж стоять семисвічники, розставлені стільці, а у шафі, що висить на стіні, зберігається величезна Тора. У другому розташовуються гробниці Есфірі та Мардохея. Спочатку їх надгробні плити були дерев'яними, але після занепаду та пожежі вони були замінені на традиційні іранські куполоподібні надгробки, вкриті дорогоцінними тканинами.
Згідно з описами 1891 гробницю вінчав купол заввишки 15 метрів, прикрашений блакитними кахлями, більшість з яких нині опали, а поблизу гробниці розташовувалися поховання шановних юдеїв.
Відповідно до версії Стюарт Браун гробниця найімовірніше належала не Есфірі, а Шошандухт, дружині єврейського походження сасанідського царя Йездігерда I (399-420).

## Альтернативне розташування
Згідно з іншою традицією, що виникла в Середні віки, поховання Есфірі та Мордехея розташовані в галілейському містечку Кфар-Барам, неподалік від кібуца Барам, розташованого вздовж північного кордону Ізраїлю з Ліваном.

## Галерея

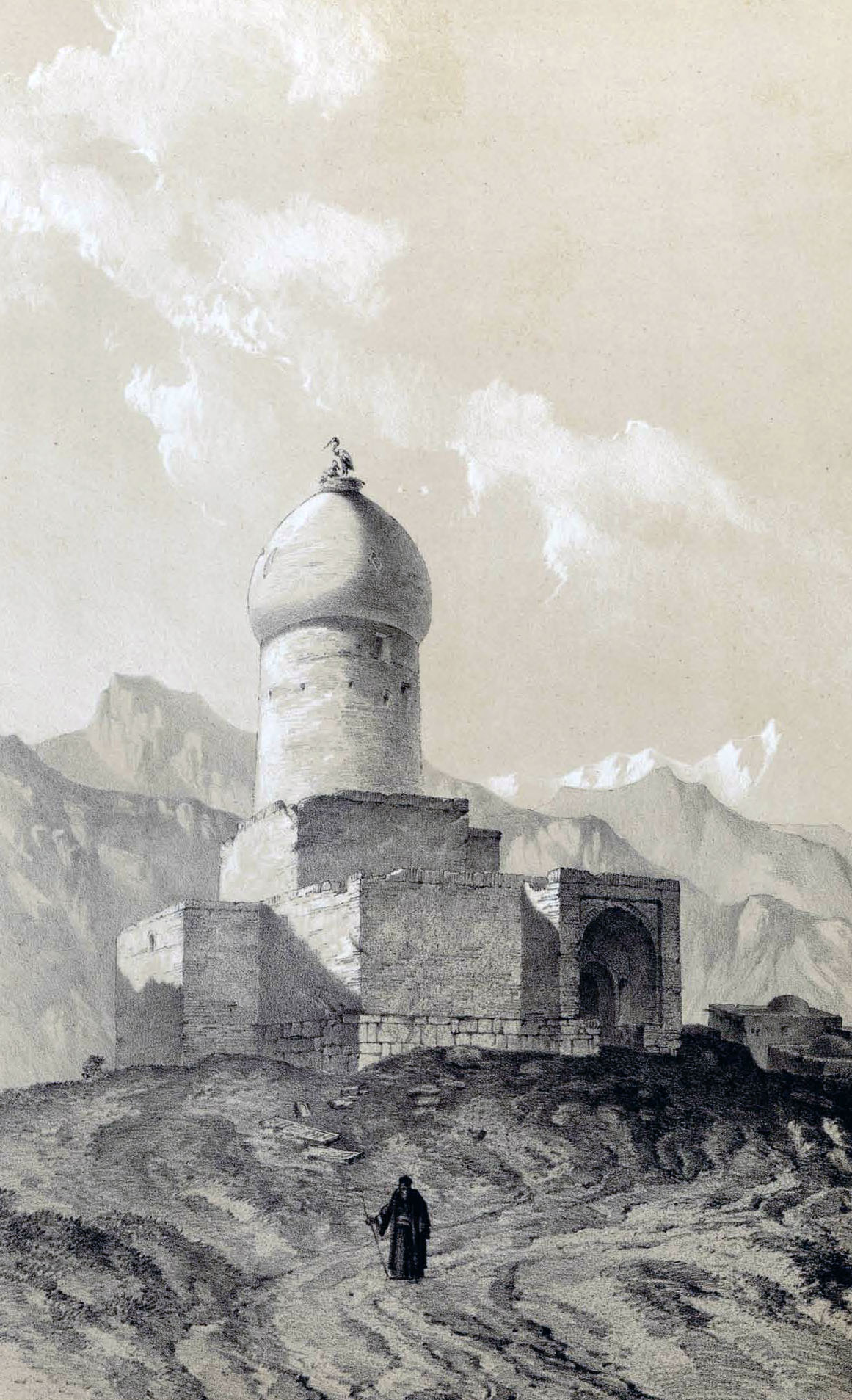
Ежен Фланден (1840)
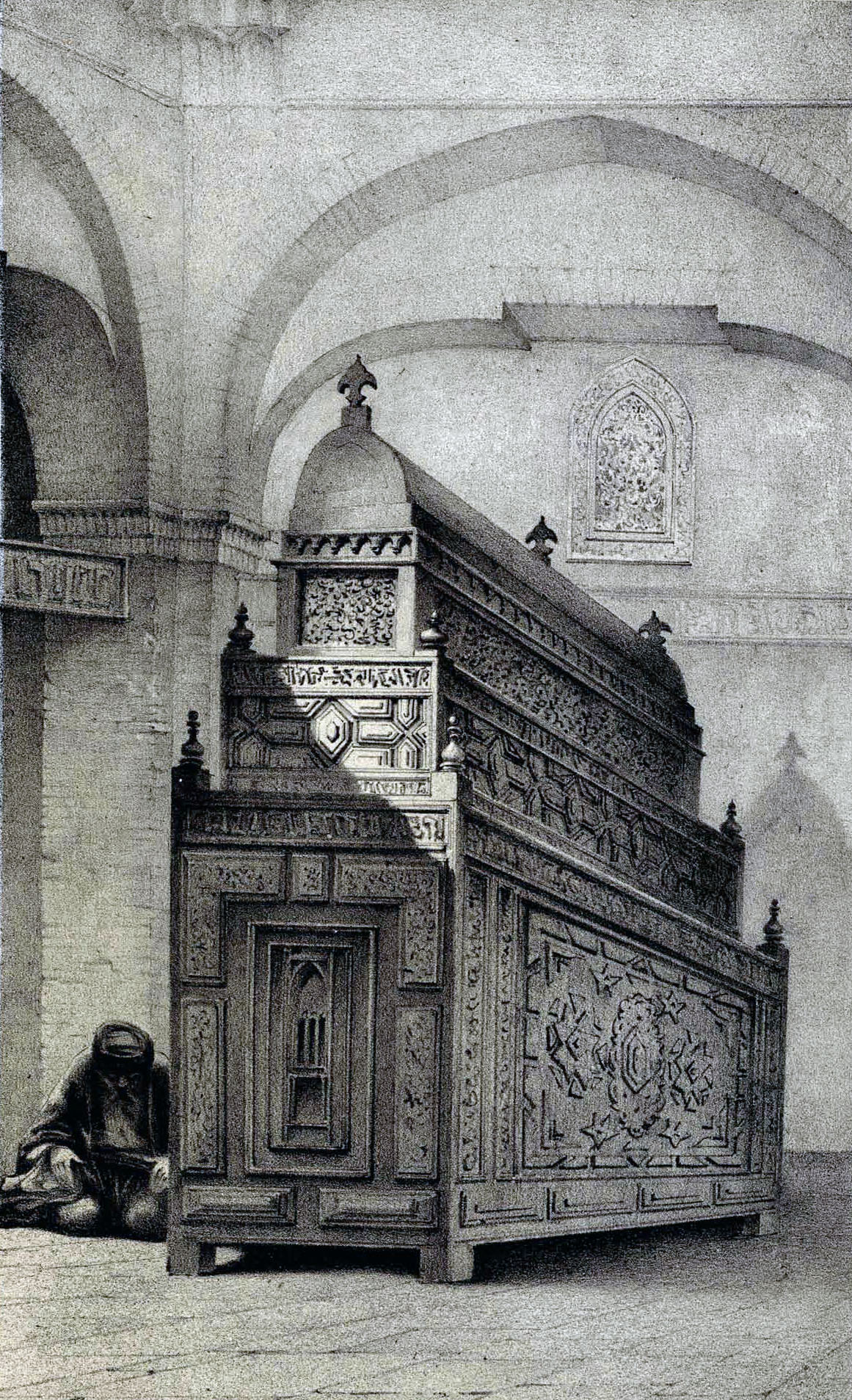
Ежен Фланден (1840)
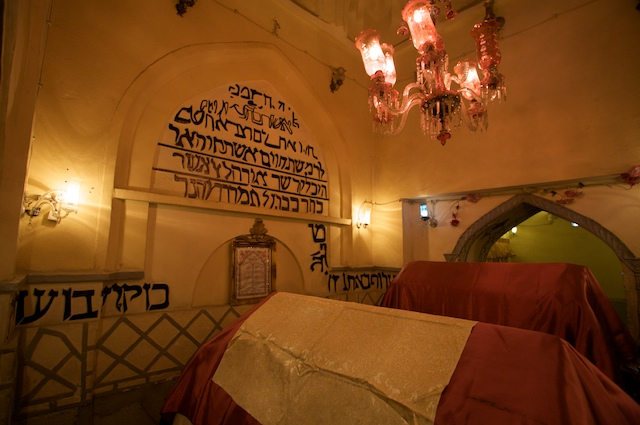
Інтер'єр (2008)